# Hiady (mitologia)
Hiady (także „Nimfy z góry Nysy”; gr. Ὑάδες Hyádes, od hýein ‘padanie deszczu’, ‘płaczki’, łac. Suculae, gr. Νύσιαι Nýsiai, łac. Nysiae) – w mitologii greckiej nimfy, siedem sióstr:
- Ambrozja (Ambrosja; gr. Ἀμβροσία Ambrosía, łac. Ambrosia);
- Eudora (Eudore; gr. Εὐδωρη Eúdorē, łac. Eudora);
- Ajsyle (Fajsyle; gr. Φαισυλη Phaisyle, łac. Phaesyle);
- Koronis (gr. Κορωνίς Korōnís, łac. Coronis);
- Polykso (gr. Πολυξώ Polyksṓ, łac. Polyxo);
- Fajo (gr. Φαιω Phaiō, łac. Phaeo)[1][2].

Liczba ich wahała się od dwóch do siedmiu. Także Kleeję, Fyto, Pedile, Tyone czasem zaliczano do Hiad.
Uchodziły za córki tytana Atlasa i Okeanidy Plejone (lub Okeanidy Ajtry) oraz za siostry (według niektórych źródeł) Plejad i Hyasa. Były piastunkami boga Dionizosa (Nimfy z góry Nysy) i Zeusa oraz nimfami rozsiewającymi wilgoć na ziemi. Razem ze swymi siostrami, Plejadami, zostały przemienione w gwiazdy z żalu, po śmierci ich brata Hyasa, ukąszonego przez węża.
Pojawienie się Hiad zwiastowało początek deszczów, a zstępowanie wzywało do orki.
Mityczne Hiady są identyfikowane z Hiadami w gwiazdozbiorze Byka. Na niebie sąsiadują z Plejadami (gromadą otwartą gwiazd w gwiazdozbiorze Byka) i konstelacją Oriona, które są z nimi mitologicznie powiązane.